# Opol
Opol  es un municipio filipino de segunda categoría, situado en la parte sudeste de la isla de Mindanao. Forma parte de  la provincia de Misamis Oriental situada en la Región Administrativa de Mindanao del Norte en cebuano Amihanang Mindanaw, también denominada Región X. 
Para las elecciones está encuadrado en el Segundo Distrito Electoral.

## Barrios
El municipio  de Opol se divide, a los efectos administrativos, en 14 barangayes o barrios, conforme a la siguiente relación:
| - Aguang (Awang) - Bagocboc - Barra | - Bonbón - Cauyonán - Igpit | - Limonda - Luyongbonbón - Malanang | - Nangcaón - Patag - Población | - Taboc - Tingalán |

## Historia
La provincia de Misamis, creada en 1818, formaba parte de la Capitanía General de Filipinas (1520-1898). Estaba dividida en cuatro partidos. El Partido de Misamis comprendía los fuertes de Misamis y de Iligán además de Luculán e Initao.

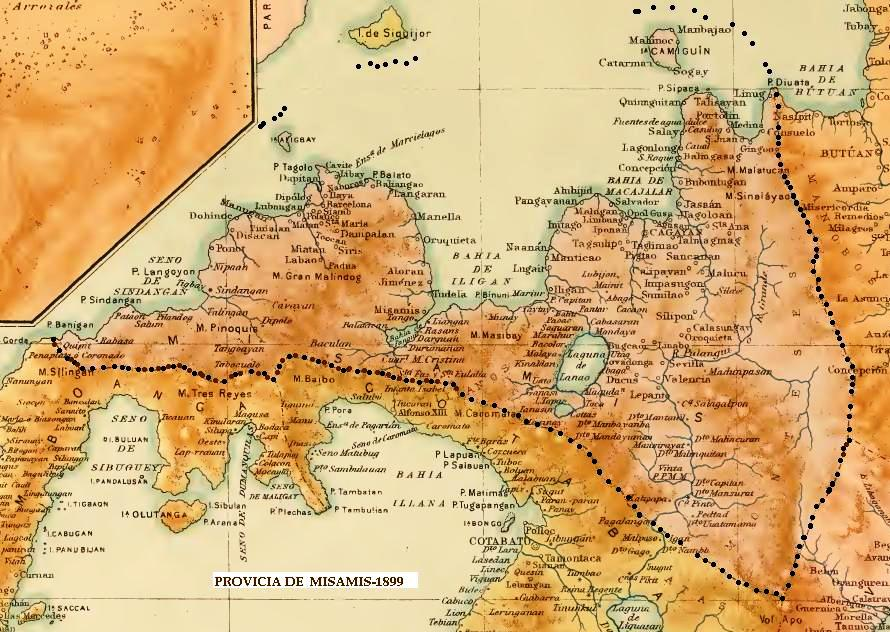
El Distrito 2º de Misamis en 1899.

A principios del siglo XX la isla de Mindanao se hallaba dividida en siete distritos o provincias, uno de los cuales era el Distrito 2º de Misamis, su capital era la villa de Cagayán de Misamis y del mismo dependía la comandancia de Dapitan. Uno de sus pueblos era  Opol.
El 5 de junio de 1950 fue creado el municipio de Opol formado por los siguientes barrios  pertenecientes al municipio de Cagayán: Opol, Igpit e Iponán de Abajo.
El 9 de febrero de 1957 fue creado el distrito municipal de Lourdez formado por parte de los términos de Alubijid, El Salvador, Initao, Manticao y Opol.